# هاتوهوبئی
هاتوهوبئی (به لاتین: Hatohobei) یکی از ایالت‌های شانزده‌گانه پالائو است.

## خصوصیات
هاتوهوبئی ۰٫۹ کیلومترمربع مساحت و ۱۰ نفر جمعیت دارد.